# Cantonul Chamoux-sur-Gelon
Cantonul Chamoux-sur-Gelon este un canton din arondismentul Chambéry, departamentul Savoie, regiunea Rhône-Alpes, Franța.

## Comune
- Betton-Bettonet
- Bourgneuf
- Chamousset
- Chamoux-sur-Gelon (reședință)
- Champ-Laurent
- Châteauneuf
- Coise-Saint-Jean-Pied-Gauthier
- Hauteville
- Montendry
- Villard-Léger